# 湖北省历史文化名村
湖北省历史文化名村由湖北省政府公布，已公布1批18个，其中8个已升格为第七批中国历史文化名村。
- 第一批历史文化名村：18个[1]

## 分市名单

### 武汉市
- - 黄陂区蔡榨街道蔡官田村（1）

### 黄石市
- - 大冶市金银湖街道上冯村（1，已升格为第七批中国历史文化名村）
  - 阳新县排市镇下容村（1，已升格为第七批中国历史文化名村）
  - 阳新县浮屠镇玉堍村（1）
  - 大冶市大簸箕镇柯大兴村（1，已升格为第七批中国历史文化名村）
  - 阳新县大王镇金寨村（1，已升格为第七批中国历史文化名村）

### 十堰市
- - 郧县胡家营镇冻青沟村（1）
  - 丹江口市浪河镇黄龙村（1）

### 襄阳市
- - 枣阳市新市镇前湾村（1，已升格为第七批中国历史文化名村）
  - 南漳县巡检镇漫云村（1，已升格为第七批中国历史文化名村）

### 黄冈市
- - 红安县华家河镇祝家楼村（1，已升格为第七批中国历史文化名村）

### 咸宁市
- - 崇阳县白霓镇回头岭村（1）
  - 通山县南林桥镇石门村（1）
  - 通山县闯王镇宝石村（1，已升格为第七批中国历史文化名村）
  - 通山县洪港镇江源村（1）
  - 赤壁市新店镇夜珠桥村（1）
  - 咸安区桂花镇刘家桥村（1）

### 恩施州
- - 鹤峰县五里乡五里村（1）